# Поколение Z
Поколението Z (разговорно известно като зумъри) е демографската кохорта, която следва Милениалите (Поколение Y) и предхожда поколението Алфа. Според изследователите и популярните медии поколението Z включва родените от средата на 90-те години на XX век до началото на 10-те години на XXI век. Повечето членове на поколение Z са деца на Поколение X или по-млади, т.нар. „бумъри“. По-възрастните членове може да са родители на по-младите членове на поколението Алфа.

## Социални генерации на Западния свят
Социалните генерации на Западния свят обхващат поколения с характерна специфика от т.нар. „Западен свят“.
1. Изгубено поколение
2. Велико поколение
3. Тихо поколение
4. Бумъри
5. Поколение X
6. Поколение Y
7. Поколение Z (зумъри)
8. Поколение Алфа